# Bionicle Legends
Bionicle Legends é a terceira série de livros baseada no universo Bionicle. Cobre os eventos que ocorrem no enredo entre 2006-2008. Seguiu a série Bionicle Adventures, mas como a série Adventures é quase exclusivamente contada em flashbacks, os eventos que precedem a série Legends são contados na primeira série de livros, Bionicle Chronicles.

## Livros
- Bionicle Legends 1: Island of Doom
- Bionicle Legends 2: Dark Destiny
- Bionicle Legends 3: Power Play
- Bionicle Legends 4: Legacy of Evil
- Bionicle Legends 5: Inferno
- Bionicle Legends 6: City of the Lost
- Bionicle Legends 7: Prisoners of the Pit
- Bionicle Legends 8: Downfall
- Bionicle Legends 9: Shadows in the Sky
- Bionicle Legends 10: Swamp of Secrets
- Bionicle Legends 11: The Final Battle
- Bionicle: Raid on Vulcanus
- Bionicle: The Legend Reborn
- Bionicle: Dark Hunters
- Bionicle Mundo
- Bionicle Enciclopédia Volume 2

## Contos
- As muitas mortes de Toa Tuyet
- O Relatório Dweller
- Esperança

## Web Serials
- Toa Nuva Blog
- Dreams of Destruction
- Into the Darkness
- Dark Mirror
- The Mutran Chronicles
- Federation of Fear
- Takanuva's Blog
- Dwellers in Darkness
- Brothers in Arms
- Destiny War
- Empire of the Skrall
- Reign of Shadows
- Riddle of the Great Beings